# Wilma Ohly
Wilma Ohly geb. Steiner (* 19. Mai 1936 in Eygelshoven, Niederlande) ist eine deutsche Kommunalpolitikerin der CDU. Sie war als erste Frau Bürgermeisterin der sauerländischen Kreisstadt Olpe und letzte ehrenamtliche Bürgermeisterin vor der Abschaffung der kommunalen Doppelspitze.

## Werdegang
Als Tochter deutscher Eltern in den Niederlanden geboren, wuchs Wilma Ohly ab 1947 in Olpe auf. Sie besuchte das St.-Franziskus-Oberlyzeum (heute: St.-Franziskus-Schule) ab 1947 und legte dort 1956 das Abitur ab. Es folgte ein Lehramtsstudium in Geschichte und Englisch in Münster und München, bevor sie ihre erste Stelle bei Düsseldorf antrat. Inzwischen verheiratet mit Ehemann Walter († 2005), wurde sie nach Olpe versetzt. 1969, unmittelbar nach der kommunalen Neugliederung, verbunden mit der Bildung der Stadt Olpe in ihren heutigen Grenzen, zog sie in den Olper Rat ein. Zwei Wahlperioden später löste sie Alfred Enders an der Spitze der Stadtverordnetenversammlung ab und blieb 17 Jahre lang Bürgermeisterin.
Im Hauptberuf war Wilma Ohly als Lehrerin Fachleiterin des Siegener Realschul-Seminars und 1985 bis zu ihrer Pensionierung Rektorin der Meggener Realschule.
Für ihren Einsatz erhielt sie viele Ehrungen, vom silbernen und dem goldenen Ehrenbecher der Stadt Olpe bis zum Bundesverdienstkreuz erster Klasse. In ihrer kommunalpolitischen Tätigkeit war sie unter anderem im Sparkassenverwaltungsrat tätig, sie saß der Kommunalpolitischen Vereinigung der CDU vor, war aktiv in der Landesverkehrswacht, deren Vizepräsidentin sie viele Jahre war, und in der Senioren-Union der CDU, derzeit als deren Kreisvorsitzende und als Beisitzerin Bundesvorstandsmitglied.
Sie ist Gründungs- und langjähriges Vorstandsmitglied des Kreisheimatbunds und im Sauerländer Heimatbund aktiv. Weiterhin ist sie Mitgründerin und Vorsitzende des Fördervereins Stadtmuseum Olpe.

## Privat
Wilma Ohly ist Enkelin des früheren Olper Landrats Josef Schrage und Mutter des Juristen Ansgar Ohly.
| Personendaten    | Personendaten                |
| ---------------- | ---------------------------- |
| NAME             | Ohly, Wilma                  |
| ALTERNATIVNAMEN  | Steiner, Wilma (Geburtsname) |
| KURZBESCHREIBUNG | deutsche Politikerin (CDU)   |
| GEBURTSDATUM     | 19. Mai 1936                 |
| GEBURTSORT       | Eygelshoven, Niederlande     |